# Dietrich von Hohenstein
Dietrich von Hohenstein († um 1289) war ein katholischer Priester, Benediktiner und Abt des Klosters St. Januarius in Murrhardt.

## Leben und Wirken
Dietrich entstammte dem niederadligen Geschlecht der Herren von Hohenstein, die mit ihrer gleichnamigen Burg im heutigen Teilort Hohenstadt der Stadt Schwäbisch Hall begütert waren.
Als Dietrich von Hohenstein um das Jahr 1280 die Nachfolge des Abtes Albrecht antrat, befand sich das Kloster Murrhardt seit wenigen Jahren unter der Herrschaft des Bistums Würzburg, das mit dem Erwerb der Grafschaft Löwenstein auch die klösterliche Vogtei übernommen hatte. Bischof Berthold II. von Sternberg musste die Grafschaft samt den Rechten an Murrhardt aus Geldmangel bereits am 15. August 1281 wieder verkaufen – König Rudolf von Habsburg nahm Löwenstein für das Reich zu Eigen und belehnte im folgenden Jahr seinen illegitimen Sohn Albrecht mit der Grafschaft. Albrecht I. von Löwenstein nahm, anders als die vorherigen Herren der Grafschaft, seine Rechte als Klostervogt sehr energisch wahr – die zeitgenössischen Quellen berichten von schweren Konflikten zwischen Klostervogt und der Mönchsgemeinschaft in Murrhardt. Mit der Verleihung der Stadtrechte an Murrhardt um das Jahr 1288 durch Graf Albrecht erhielt die Auseinandersetzung neuerlich Nahrung – die Konventualen fürchteten, nicht ohne Grund, eine zu starke eine Einflussnahme des Hauses Löwenstein auf die Selbständigkeit des Klosters. Erst die Vermittlung König Rudolfs von Habsburg ermöglichte Anfang des Jahres 1289 am königlichen Hof in Weißenburg im Elsaß einen Ausgleich zwischen den Interessen der Abtei und des Löwensteiner Grafen; die klösterlichen Besitzungen in der Stadt Murrhardt – fast alle unbeweglichen Güter rührten vom Kloster zu Lehen – blieben durch Albrecht I. unangetastet.
Die weitere Entwicklung in der Beziehung zum Haus Löwenstein konnte der Abt nicht mehr lange miterleben – Dietrich von Hohenstein verstarb, wohl kurz vor dem 18. November 1289, im Kloster Murrhardt und wurde im Ostflügel der Klosterkirche zur letzten Ruhe gebettet. Seine Nachfolge im Amt des Abtes trat Milo von Weiler an.

### Sonstiges
Die Grabplatte Dietrichs wurde beim Abbruch des Ostflügels der Klosterklausur 1870 aufgefunden, ging jedoch wieder verloren. Die Grabinschrift lautete:
…] O(BIIT) D(IETERICVS) DE HOHENSTEIN […
Gleichzeitig wurde auch der Sarkophag des Abtes mit dessen sterblichen Überresten aufgefunden – dieser befindet sich heute im Carl-Schweizer-Museum in Murrhardt. Nach den Abmessungen des Sarkophages zu schließen, war Dietrich von Hohenstein zu Lebzeiten ein körperlich groß gewachsener Mann.